# Altmärkischer Verein für Vaterländische Geschichte und Industrie
Der Altmärkische Verein für Vaterländische Geschichte und Industrie wurde im Jahre 1836 in Salzwedel gegründet und beschäftigt sich vor allem mit der Heimatgeschichte der Altmark, der Region um Salzwedel und Stendal. 1906 nannte er sich in Altmärkischer Verein für Vaterländische Geschichte um.

## Geschichte
Erster Vorsitzende des Vereins war der preußische Landrat Wilhelm von der Schulenburg, ein Amtsnachfolger des Schwiegervaters von Karl Marx, Ludwig von Westphalen. Erster Sekretär (Geschäftsführer) des Vereins war der Gymnasialprofessor, Heimatforscher und Prähistoriker Johann Friedrich Danneil. Der Verein musste seine Aktivitäten im Jahre 1848 infolge der revolutionären Ereignisse einstellen. 1857 gründete Danneil den Verein neu und bestimmte zu seinem Nachfolger den Apotheker und Heimatforscher Theodor Zechlin, der den Verein bis zu seinem Tode im Jahre 1895 führte und mehrere Jahresberichte des Vereins herausgab.
Diese Berichte erschienen mit wenigen Ausnahmen bis 1913 jährlich in gedruckter Form und enthielten auf bis zu 180 Seiten (1913)
Aufsätze zur Heimatkunde und zu den Vereinsgeschäften sowie umfangreiche Literaturverzeichnisse. Visitationsprotokolle waren ein wiederkehrendes Thema. Die Ausgabe 1908 war – wegen außergewöhnlicher Ausgaben und steigender Druckkosten – ausnahmsweise auf den Jahresbericht des Vorstandes beschränkt.
Ein besonderer Artikel wurde 1911 und 1913 in zwei Teilen abgedruckt: Wilhelm Stapels Dissertation Der Meister des Salzwedeler Hochaltars. Nebst einem Überblick über die gotischen Schnitzaltäre der Altmark.
Die seit 1900 enthaltenen Kassenberichte bezeichnen den Verein im abweichend vom Titel der Jahresberichte als Altmärkischer Verein für Vaterländische Geschichte. Ab 1906 wird dieser Begriff einheitlich verwendet, sodass zu diesem Zeitpunkt eine Umbenennung angenommen werden kann.
Die geplante Drucklegung des Berichtes 1914 Anfang August wurde durch die Mobilmachung zum Ersten Weltkrieg am 2. August 1914 verhindert. Im Folgejahr beschrieb der Vorstand die Einschränkungen durch Einberufungen, Todesfälle und veränderte Prioritäten:

„die Männer, die sonst die Geschichte der Vergangenheit erforschten, hatten den Sinn dafür verloren, erlebten wir doch alle zu junge große, weltbewegende Geschichte, wie konnten wir da vom einst Gewesenen schreiben?“

Dem spürbaren vaterländischen Optimismus zum Trotz erschien der nächste Bericht erst 1925. Erst 1920 habe es wieder eine Mitgliederversammlung gegeben, auf der 33 Gefallener und Verstorbener des Vereins gedacht wurde. 1921 habe zum ersten Mal wieder ein „gemeinsames Mahl“ stattgefunden.
1923 wird die Inflation anhand der Fahrtkosten zu den Versammlungen thematisiert; der unveränderte Beitrag von drei Mark, zu jener Zeit Rentenmark, reiche nur für das Nötigste.
1932 wurde das lange geplante Museum des Vereins in der Probstei von Salzwedel eröffnet.
Der Optimismus des Berichts von 1939 über einen „Sieg der deutschen Waffen“ erfüllte sich nicht; die Vereinsarbeit war eingeschränkt, der nächste Bericht kann erst 1941 heraus und sollte der letzte des Vereins aus Salzwedel sein. Erst 1955 trafen sich Vereinsmitglieder in Westberlin wieder und planten einen Neubeginn. Die Gründungsversammlung fand am 19. Juli 1956 in Berlin statt.
1992 siedelte der Verein wieder nach Salzwedel zurück.
Der Verein ist Mitglied im Landesheimatbund Sachsen-Anhalt.

## PublikationJahresberichte
(Quelle: Übersicht auf der Vereinshomepage)
- Jahresbericht des Altmärkischen Vereins für Vaterländische Geschichte und Industrie. Salzwedel : Verein 1.1838 – 54.1941 (Erscheinen 1848 bis 1857 unterbrochen, Herausgeber 1838 bis 1848: Johann Friedrich Danneil, 1857 bis 1894: Theodor Zechlin, 1897 bis 1899: Traugott Otto Radlach, 1900 bis 1911: Wilhelm Zahn, 1911: Max Schulle, 1912: Ernst Wollesen, 1913 bis 1930: Gottfried Daume, 1933: Wilhelm Fehse, 1936 bis 1941: Paul Pflanz)
- Aus der Altmark : Jahresbericht d. Altmärkischen Vereins für Vaterländische Geschichte zu Salzwedel. 55.1959 – 70.1994: Berlin (1959 bis 1963 und 1967 bis 1975), Bremen (1965), Bad Schwartau (1982 bis 1994) : Arbeitsgemeinschaft d. Altmärk. Geschichtsvereins bzw. (ab 1992) wieder Verein 55.1959 – 70.1994 (Herausgeber 1959 bis 1963: Friedrich Wilhelm Meyer, 1965 bis 1975: Hans-Egbert Klaeden, 1982 bis 1994: Peter Hou)
- Jahresbericht des Altmärkischen Vereins für Vaterländische Geschichte zu Salzwedel. 71.1996 – 78.2008: Lüchow (1996 bis 1998), Löhne (2001), Oschersleben (2002 bis 2004), Salzwedel (ab 2006) (Herausgeber 1996 bis 1998: Arndt Eberhagen, 2001 bis 2008: Ulf Frommhagen)